# ふくだみゆき
ふくだ みゆき（1987年10月13日 - ）は、日本の映画監督、アニメーター（Flashアニメーション作家）、イラストレーター、美術スタッフ。群馬県前橋市出身。株式会社PANPOCOPINA（エイベックス・ピクチャーズ業務提携）取締役。夫は同じく映画監督の上田慎一郎。

## 経歴
前橋市立前橋高等学校卒業後、グラフィックデザイナーに憧れて金沢学院大学美術文化学部情報デザイン学科（現：芸術学部芸術学科）に進学。大学ではグラフィックデザイナーとして必要なIllustratorやPhotoshop、Flashなどの操作方法を学び、これらを自由に使いこなせるようになったことが現在の活動の土台になっているという。大学でたまたま取った映像の授業で先生におだてられて調子に乗った結果、映画監督を目指すようになる。実写映画の制作に取り組もうとするが撮り方が分からず、絵を描くことならできたことからアニメ制作を開始し、NHK『デジタル・スタジアム』で短編アニメ作品がセレクション入りを果たすなど評価される。
大学卒業後の2010年3月に映画監督を目指して上京し、フリーの映像クリエイターとしてアニメーションやイラストを中心に活動を開始。同年10月、「Short Film Festa Nippon 2010」の授賞式で同映画祭のプロデューサーを務めていた上田慎一郎に出会い、実写映画の勉強のため、上田が立ち上げていた映画製作団体「PANPOKOPINA」に参加。同団体では主に美術スタッフとして活動。
2013年に「PANPOKOPINA」での自身初の監督作かつ自身初の中編実写映画『マシュマロ×ぺいん』を制作。この映画より平仮名表記のふくだみゆき名義を使用している。同作は国内の映画祭で5冠を受賞。2017年には吉本興業の「地域発信型映画」として地元の前橋市を舞台に中編実写映画2作目『耳かきランデブー』を制作し、第9回沖縄国際映画祭で上映された。
前述の『マシュマロ×ぺいん』が「横濱HAPPY MUS!C映画祭」で評価され、ガチンコ・フィルムの上映支援・制作支援候補になり、2014年、およそ5年ぶりに自主制作アニメ『こんぷれっくす×コンプレックス』に着手。同作は2015年に完成し、ガチンコ・フィルム主催の「横濱キネマ・カーニバル 其の弐」にて上映。その後、同作が小津安二郎記念蓼科高原映画祭・短編映画コンクールで入賞するなど国内の映画祭で様々な賞を受賞したことから、2017年に下北沢トリウッドや第七藝術劇場で監督作初の劇場公開を果たす。2018年には同作が毎日映画コンクールアニメーション映画賞を受賞。同コンクールでは自主制作の作品がアニメーション映画賞を受賞するのは史上初の快挙だった。同賞の受賞をもって、同年にも再度劇場公開を果たしている。
2018年の夏に夫の上田慎一郎の監督映画『カメラを止めるな!』がヒットしたことも手伝い、上田の作品との同時上映で『耳かきランデブー』と『こんぷれっくす×コンプレックス』の2作品が同年10月から監督作初の全国公開となった。
2019年1月29日、参加していた映画製作団体「PANPOKOPINA」が「株式会社PANPOCOPINA」として法人化。夫の上田と共に、同社の取締役に就任した。
2020年11月5日、ソニー・ピクチャーズエンタテインメントによる12人の映像監督による12本の短編映画製作プロジェクト「DIVOC-12」に参加することが発表され、夫の上田や中元雄らとチームを組んで「感触」がテーマの短編映画を製作する。
2021年2月、Twitter発4コマ漫画『100日後に死ぬワニ』を原作としたアニメ映画『100日間生きたワニ』の監督・脚本を、夫の上田とともに務めることが発表された。上田と同じ立ち位置で監督・脚本を担当するのは本作が初である。
2021年完成予定の俳優・長屋和彰が初監督の映画『繕い合う・こと』にて女優デビュー。

## 人物
幼少期から絵を描くことが好きだった。関わった映像作品ではキャストの似顔絵などのイラストを描き、制作陣の士気を高めるのに手伝っている。映像作品外では、自身の結婚式の際に来場者100名超の似顔絵を描き切っていたり、一時期はココナラで似顔絵の依頼を受け付けていたりもしていた。
かつては「東京女子エロ画祭」や「無差別級紙芝居」などのイベントに積極的に参加しており、「思春期男子の性とマインド」をテーマにした作風を特徴とした。映像作品では『失恋』『こんぷれっくす×コンプレックス』『耳かきランデブー』といったフェチシズムを持った女性を登場させる作品が多く、そのフェチシズムについてシリアスにはさせずポップに描く。なお、ふくだ自身も毛フェチである。アニメーション制作はAdobe Flashを使用し、先に録音したセリフに合わせて映像を作るプレスコアリング手法をとることがほとんど。大学時代は人物はイラストで背景には写真を用いる手法を好んだ。ふくだ本人曰く、ずぼらで気持ちにムラがあるため、監督作はたまにしか作らないという。

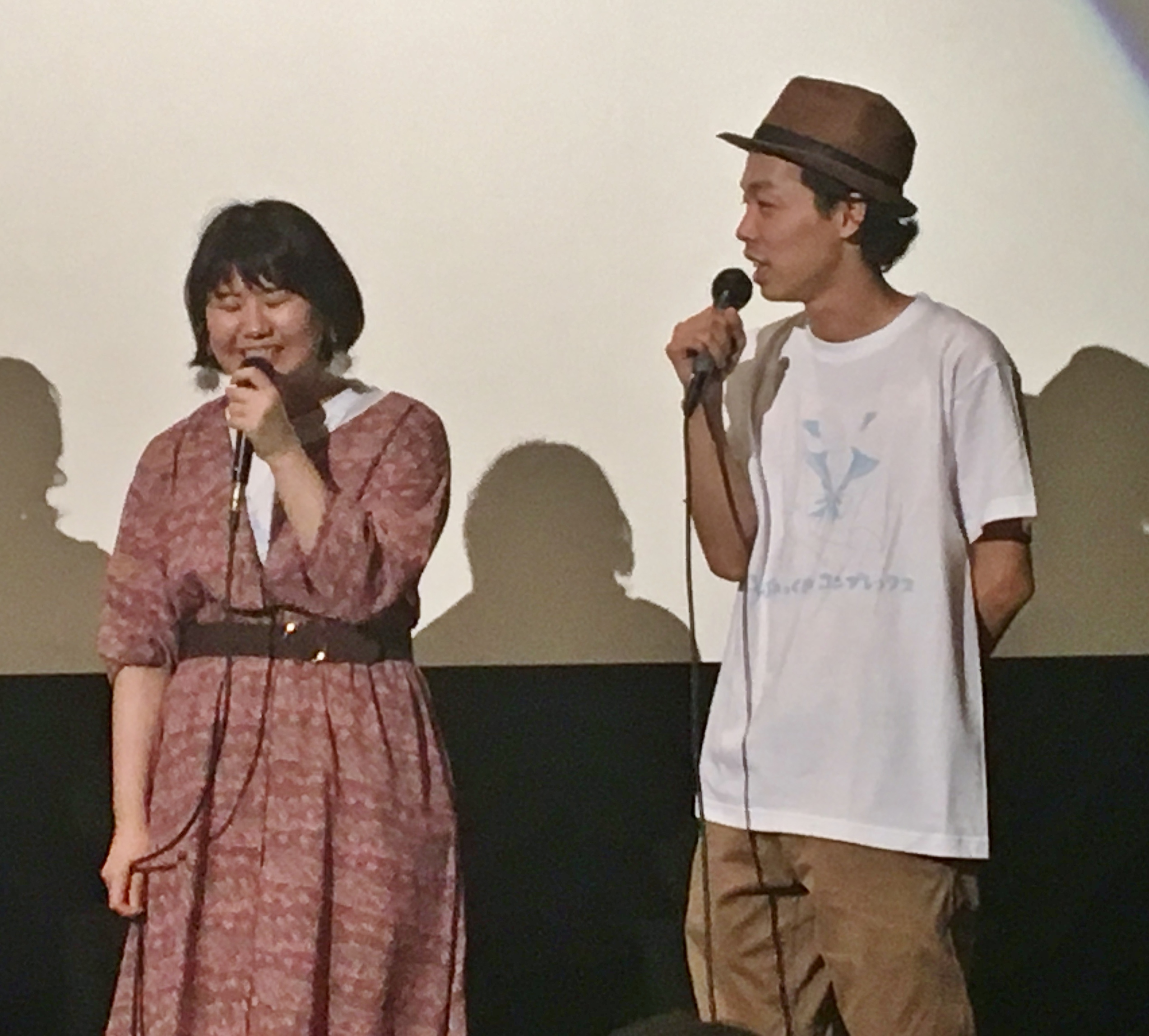
2018年9月、『こんぷれっくす×コンプレックス』の舞台挨拶に登壇するふくだと夫の上田慎一郎（右）

「PANPOKOPINA」が一時休止状態となった2011年4月から上田慎一郎と交際を始め、2014年12月12日に結婚。上田のブログにある琵琶湖でのいかだ漂流事件の記事を見たことが交際のきっかけだったとインタビューなどで語っている。2017年には長男が誕生。なお、長男は生後3ヶ月にして映画『カメラを止めるな!』に出演している。上田の作品の多くにスタッフとして関わっており、脚本のダメ出しなども忌憚なく述べる。また、上田のメンタルケアにも一躍買っているという。
2015年頃には『こんぷれっくす×コンプレックス』が夫の上田監督作『テイク8』とともに国内の映画祭で同時受賞することが複数回あり、インディペンデント映画界では夫婦監督として知られた存在だった。著名な映画賞だと、毎日映画コンクールを年度違いで夫婦で受賞を果たしている（ふくだ：第72回（2017年度）アニメーション映画賞、上田：第73回（2018年度）監督賞）。映画活動家の松崎まことは、当時は上田よりもふくだの方が才能があると評していたと語り、ふくだ自身も上田より先に売れると思っていたと語っている。また、『耳かきランデブー』出演の山本博（ロバート）からは「スゴイ才能の持ち主」と絶賛され、同作以外の『こんぷれっくす×コンプレックス』や夫の上田の監督作『カメラを止めるな!』のトークイベントのゲストを請け負うなど、夫婦ともども評価されている。
ハロー!プロジェクトのファンで、中でもBerryz工房の大ファン。映画監督を目指し始めたころは同グループのミュージック・ビデオ監督を務めることが夢の一つだったという。嗣永桃子の芸能界引退後は、Berryz工房のメンバーにも届くくらいの魅力的な作品を作ることが夢になっている。
好きな食べ物はかぼちゃ。
後天性の内斜視持ち。高校生の頃に左目の斜視手術を受けたが、また寄り始めてしまっているため、プリズムレンズの眼鏡を使用しての矯正を試みていた。2019年4月には両目の斜視手術を受けている。

## 作品

### Flashアニメ
- 失恋（2009年）
  - NHK『デジタル・スタジアム』2009年（第10回）佐藤嗣麻子セレクション入り
- 思春期（2010年）
  - NHK『デジスタ・ティーンズ』アーカイブ入り
- chocolate（2010年）
  - 「Short Film Festa Nippon 2010」入選
  - 「取手野外映画祭」新六賞
- こんぷれっくす×コンプレックス（2015年）
  - 2017年2月4日劇場公開
- 許されたがーるズ（2017年）
  - 『こんぷれっくす×コンプレックス』と併映

### アニメ映画
- 100日間生きたワニ（2021年） - 監督・脚本（ともに上田慎一郎と共同）

### 短編映画
- マシュマロ×ぺいん（2013年） - 監督・脚本・アニメ・DVDジャケットイラスト
  - 『こんぷれっくす×コンプレックス』の併映作品として2017年5月20日劇場公開[65]
  - YouTubeにて2020年4月11日無料配信
- 耳かきランデブー（2017年） - 監督・脚本
  - 第9回沖縄国際映画祭出品 地域発信型映画
  - 『たまえのスーパーはらわた』（監督：上田慎一郎）と併映で2018年10月20日劇場公開
- 魔女のニーナ（2021年） - 監督
  - オムニバス映画『DIVOC-12』上田監督チーム作品の一篇として2021年秋劇場公開。

### イラスト
- Kindle小説「生罪〜名も呼ばれぬ妹へ〜」（2018年、作：川崎僚） - 表紙イラスト[66]
- LINEスタンプ「カメラを止めるな!」「カメ止めスピンオフ「ハリウッド大作戦!」」（2019年） - たかしと共作[67]

### 紙芝居
- はみぱん。（2011年）
  - 2011年11月26日「無差別級紙芝居の夜明け」で披露[68]
- デビュー☆（2012年）
  - 2012年8月12日「無差別級紙芝居のフェス」で披露[45]

他、「無差別級紙芝居の宴」や「ロックvs紙芝居」にも参加しているが作品名は不明。

### その他
- ミュージック・ビデオ 北村瞳「こんぷれっくす」（2016年）[69]
- 厚生労働省職業安定局 若者雇用促進総合サイト PR動画（2018年）[70]
  - 新卒応援ハローワークPR動画「新卒応援ハローワークへ行こう!」
  - 中小企業等担い手育成支援事業PR動画「中小企業等担い手育成支援事業のご紹介」

## 参加作品

### 映画（参加作品）
- さらば大戦士トゥギャザーV（2016年、監督：松本純弥） - 小道具制作
- カメラを止めるな!（2017年、監督：上田慎一郎） - 衣装・タイトルデザイン・宣伝ビジュアル・公式パンフレットデザイン
- 透子のセカイ（2019年、監督：曽根剛） - ロゴ
- イソップの思うツボ（2019年、監督：上田慎一郎） - 劇中イラスト[71]
- スペシャルアクターズ（2019年、監督：上田慎一郎） - 監督補・宣伝デザイン

### 短編映画（参加作品）
- プレイバック・プレイボール（2011年、監督：南翔也） - 美術・衣装
- 恋する小説家（2011年、監督：上田慎一郎） - 記録・美術・DVDジャケットイラスト
- 夢見ぬ少年（2012年、監督：山羊博之） - 美術
- 父の愛人（2012年、監督：迫田公介） - 助監督[72]
- 彼女の告白ランキング（2014年、監督：上田慎一郎） - 美術
- Last Wedding Dress（2014年、監督：上田慎一郎） - 美術・タイトル絵・絵本
- 4/猫 ねこぶんのよん「猫まんま」（2015年、監督：上田慎一郎） - 美術
- テイク8（2015年、監督：上田慎一郎） - 美術・記録
- ナポリタン（2016年、監督：上田慎一郎） - 制作
- たまえのスーパーはらわた（2018年、監督：上田慎一郎） - アニメーション・ロゴ
- 正装戦士スーツレンジャー（2018年、監督：上田慎一郎） - タイトルロゴ
- カメラを止めるな!リモート大作戦!（2020年、監督：上田慎一郎） - 制作・OPアニメーション・エンドロールダンス参加
- ウワキな現場（2021年、監督：上田慎一郎） - 共同脚本・監督補[73]

### その他（参加作品）
- Moratorium Pants第7回公演「恋する小説家」（2014年、作：上田慎一郎、演出：橋本昭博・上田慎一郎） - 美術アシスタント
- ミュージック・ビデオ ill hiss clover「SOS」（2014年、監督：上田慎一郎）
- そごう川口店 26周年記念 オリジナルショートムービー「Musical 魔法の城のメグミちゃん」（2017年、監督：角川裕明） - イラスト[74]
- カメラを止めるな! スピンオフ ハリウッド大作戦!（2019年、監督：中泉裕矢） - タイトルデザイン

## 出演

### 映画（出演）
- お米とおっぱい。（2011年、監督：上田慎一郎）　※声のみの出演[75]
- 繕い合う・こと（2021年、監督：長屋和彰） - 稲田弥枝 役

### 短編映画（出演）
- プレイバック・プレイボール（2011年、監督：南翔也） - 学生 / 片野（声） 役
- 恋する小説家（2011年、監督：上田慎一郎） - アパレル店員 役
- マシュマロ×ぺいん（2013年、監督：ふくだみゆき） - 母親 / テレビ声 役

### テレビ番組
- あしたのSHOW 第48・49回（2018年3月1日・8日、TOKYO MX）[11]
- 人生が変わる1分間の深イイ話（2018年10月1日、日本テレビ）[6]
- 超人女子とズケ女（2018年11月15日、テレビ朝日）
- アナザーストーリーズ 運命の分岐点「“カメラを止めるな!”〜低予算×無名が生んだ奇跡〜」（2019年5月21日、NHK BSプレミアム）
- アウト×デラックス（2019年8月15日、フジテレビ）
- ひねくれ3（2019年9月28日、テレビ東京）[76]

### DVD
- 無差別級紙芝居のフェス（2013年） 紙芝居「デビュー☆」を披露[77]